# Joaquina Arteaga
Joaquina Arteaga (Soprano i actriu espanyola del segle xviii)
Debutà com a quarta dama en la companyia dirigida per Eugenio Ribera. Només cantava les tonades de les obres, però ho feia amb tanta gràcia i art, que assolí excitar l'enveja de María Ribera, filla del director de la companyia. Després cantà òperes i formà part en concerts de la cort madrilenya, sent durant 24 anys (1783 a 1807) l'artista predilecta del públic, que no es cansava d'aplaudir-la.
Interpretà l'òpera bufa L'avar, el 1790, en el Teatro Español, de la capital d'Espanya i, el 1796, en el Teatro de La Cruz. La crítica de l'època la alabà i la comparà amb la italiana Benini.